# Бурунди на Светском првенству у атлетици на отвореном 2022.
Бурунди је учествовао на 18. Светском првенству у атлетици на отвореном 2022. одржаном у Јуџину  од 15. до 25. јула осамнаести пут, односно учествовао је на свим првенствима до данас.  Репрезентацију Бурундија представљала су 3 атлетичара који су се такмичили у 2 дисциплине.,
На овом првенству такмичари Бурундије нису освојили ниједну медаљу нити су остварили неки резултат.

## Учесници
Мушкарци:
- Rodrigue Kwizera — 10.000 м
- Егиде Нтакарутимана — 10.000 м
- Оливиер Ирабарута — Маратон

## Резултати

### Мушкарци
| Атлетичар           | Дисциплина | Лични рекорд | Класификације | Класификације | Полуфинале | Полуфинале | Финале   | Финале  | Детаљи |
| Атлетичар           | Дисциплина | Лични рекорд | Резултат      | Место         | Резултат   | Место      | Резултат | Место   | Детаљи |
| ------------------- | ---------- | ------------ | ------------- | ------------- | ---------- | ---------- | -------- | ------- | ------ |
| Rodrigue Kwizera    | 10.000 м   | 27:25,47     |               |               |            |            | 28:01,49 | 16 / 24 |        |
| Егиде Нтакарутимана | 10.000 м   | 27:24,59     | 28:24,07      | 18 / 24       |            |            |          |         |        |
| Оливиер Ирабарута   | Маратон    | 2:07:13 НР   | 2:12:00       | 32 / 54 (63)  |            |            |          |         |        |